# Kostel svatého Jiří (Soběchleby)
Kostel svatého Jiří je římskokatolický farní kostel zasvěcený svatému Jiří v Soběchlebech v okrese Louny. Od roku 1964 je chráněn jako kulturní památka.

## Historie
Farní kostel je v Soběchlebech zmiňován již v roce 1358. Měl mít kruhový půdorys. Dochovaná stavba vznikla v roce 1726, ale podle některých zdrojů pochází až z konce osmnáctého století.

## Stavební podoba
Jednolodní barokní kostel má obdélný půdorys. Na hlavní loď na východě navazuje obdélný, trojboce uzavřený presbytář, k jehož jižní straně je připojena sakristie. V ose západního průčelí stojí průchozí hranolová věž. Fasády jsou členěné lizénovými rámci a segmentově zakončenými okny. Presbytář je zaklenutý křížovou klenbou, loď a sakristie mají stropy ploché. Stěny presbytáře jsou zdobené zalomenými pilastry a římsovými hlavicemi. V západní části lodi se nachází zděná kruchta podklenutá valenou klenbou.

## Zařízení
Portálový hlavní oltář s akantovými postranicemi a původními sochami světců je z roku 1637. Barokní boční oltáře jsou zasvěcené Panně Marii a svatému Kříži. Kazatelnu z doby okolo roku 1700 zdobí sošky evangelistů a akantové řezby.